# Cathedral Parkway-110th Street (linea IND Eighth Avenue)
Cathedral Parkway-110th Street è una fermata della metropolitana di New York situata sulla linea IND Eighth Avenue. Nel 2019 è stata utilizzata da 2 396 624 passeggeri. È servita dalla linea C sempre tranne di notte, dalla linea B durante i giorni feriali esclusa la notte, e dalla linea A solo di notte.

## Storia
La stazione fu aperta il 10 settembre 1932. È stata ristrutturata tra aprile e settembre 2018.

## Strutture e impianti
La stazione è sotterranea, ha due banchine laterali e quattro binari, i due esterni per i treni locali e i due interni per quelli espressi. È posta al di sotto di Central Park West e il mezzanino possiede due ingressi all'incrocio con 109th Street, uno nell'angolo sud-ovest e uno sul lato opposto all'interno di Central Park. La banchina in direzione downtown ha un ulteriore ingresso con tornelli all'estremità nord che porta all'incrocio con 110th Street.

## Interscambi
La stazione è servita da alcune autolinee gestite da NYCT Bus.
- Fermata autobus